# Anne de Orléans
Prințesa Anne de Orléans (Anne Hélène Marie; 5 august 1906 – 19 martie 1986) a fost membră a Casei de Orléans și Ducesă de Aosta prin căsătorie. A fost fiica Ducelui Jean d'Orléans de Guise și a Prințesei Isabelle de Orléans.

## Biografie
Anne d'Orléans a fost a treia fiică a lui Jean d'Orléans, Duce de Guise (pretendent orléanist la tronul Franței sub numele de Jean al II-lea) și a soției sale, prințesa franceză, Isabelle de Orléans. Anne a fost, de asemenea, soră a unui alt pretendent francez, Prințul Henri, Conte de Paris, pretendent orléanist sub numele de "Henri al VI-lea".
La 5 noiembrie 1927, la Neapole, Italia, s-a căsătorit cu vărul ei, Prințul Amedeo, Duce de Aosta (1898–1942) cu care a avut două fiice:
- Margherita Isabella Maria Vittoria Emanuela Elena Gennara (n. 7 aprilie 1930 ka palatul Capodimonte). S-a căsătorit la 28-29 decembrie 1953 cu Arhiducele Robert de Austria  (1915–1996), al doilea fiu al ultimului împărat al Austriei, Carol I. Cuplul a avut trei fii și două fiice.
- Maria Cristina Giusta Elena Giovanna (n. 12 septembrie 1933 la castelul Miramare). S-a căsătorit la 29 ianuarie 1967 cu Prințul Casimir de Bourbon-Două Sicilii, descendent din prinții spanioli ai Casei de Bourbon. Cuplul a avut doi fii și două fiice.

Fiul cel mare al Margheritei, Lorenz, Arhiduce de Austria-Este deține titlul de Prinț al Belgiei (din 10 noiembrie 1995) prin căsătoria lui cu Prințesa Astrid a Belgiei, singura fiică a regelui Albert al II-lea al Belgiei. Cei doi fii și trei fiice ale lor sunt membri ai familiei regale belgiene. 